# Anniken Wollik
Anniken Wollik (n. 5 decembrie 1997, Comuna Nannestad, Akershus, Norvegia) este o handbalistă norvegiană care joacă pentru clubul românesc SCM Râmnicu Vâlcea și pentru echipa națională a Norvegiei. Wollik evoluează pe postul de extremă stânga.

## Biografie

### La echipe de club
Anniken Wollik a încercat mai întâi alte sporturi, fotbal, tir și acrobație ecvestră, și a început să joace handbal în clasa a V-a, la clubul Nannestad IL din localitatea natală. A evoluat apoi pentru Skedsmo HK, iar în 2015 a semnat un contract cu clubul de primă ligă Rælingen Håndballklubb, denumit ulterior Romerike Ravens.
După 8 sezoane competiționale petrecute la echipa norvegiană, Wollik s-a transferat la clubul românesc SCM Râmnicu Vâlcea.

### La echipa națională
Wollik a fost selecționată de antrenorul Thorir Hergeirsson în lotul național de 19 jucătoare al Norvegiei pentru campionatul european din 2022. La turneul final, Norvegia a câștigat medalia de aur. Wollik a fost înscrisă pe foaia de joc în toate cele 8 partide și a marcat 8 goluri.

## Palmares
- Campionatul European
  -  Medalie de aur: 2022